# Bunaea oberthuri
Bunaea oberthuri är en fjärilsart som beskrevs av Eugène Louis Bouvier 1926. Bunaea oberthuri ingår i släktet Bunaea och familjen påfågelsspinnare. Inga underarter finns listade i Catalogue of Life.